# Marosszentimre község
Marosszentimre község (románul: Comuna Sântimbru) község Fehér megyében, Romániában. Központja Marosszentimre, beosztott falvai Demeterpataka, Gáldtő, Koslárd, Táté.

## Népessége
A 2011-es népszámlálás adatai alapján a község népessége 2723 fő volt.